# Serbien och Montenegro i olympiska sommarspelen 2004
Serbien och Montenegro i olympiska sommarspelen 2004 bestod av 87 idrottare som blivit uttagna av Serbien och Montenegros olympiska kommitté.

## Basket
Herrar
Gruppspel
| Lag                    | Vinster | Förluster | Poäng | Första Tiebreaker Särskiljning av lika lag |
| ---------------------- | ------- | --------- | ----- | ------------------------------------------ |
| Spanien                | 5       | 0         | 10    |                                            |
| Italien                | 3       | 2         | 8     | 1-0                                        |
| Argentina              | 3       | 2         | 8     | 0-1                                        |
| Kina                   | 2       | 3         | 7     |                                            |
| Nya Zeeland            | 1       | 4         | 6     | 1-0                                        |
| Serbien och Montenegro | 1       | 4         | 6     | 0-1                                        |

| 15 augusti 16:45 |                                                      | Argentina | 83–82                                                              | Serbien och Montenegro |  | Olympic Indoor Hall, Aten Publik: 10 500 Domare: Virginijus Dovidavicius (Litauen) José Carrión (Puerto Rico) |
| 15 augusti 16:45 | Resultat efter kvart: 27–15, 22–24, 12–20, 22–23     |           |                                                                    |                        |  | Olympic Indoor Hall, Aten Publik: 10 500 Domare: Virginijus Dovidavicius (Litauen) José Carrión (Puerto Rico) |
| 15 augusti 16:45 | Pts: Ginóbili 27 Rebs: Wolkowyski 6 Asts: Ginóbili 3 |           | Pts: Radmanović 21 Rebs: Dejan Tomašević 10 Asts: 3 players, 1 var |                        |  | Olympic Indoor Hall, Aten Publik: 10 500 Domare: Virginijus Dovidavicius (Litauen) José Carrión (Puerto Rico) |

| 17 augusti 16:45 |                                                        | Serbien och Montenegro | 74–72                                                                        | Italien |  | Helliniko Indoor Arena, Aten Publik: 12 500 Domare: José Ronfini (Mexiko) Sean Corbin(USA) |
| 17 augusti 16:45 | Resultat efter kvart: 16–17, 20–19, 19–14, 19–22       |                        |                                                                              |         |  | Helliniko Indoor Arena, Aten Publik: 12 500 Domare: José Ronfini (Mexiko) Sean Corbin(USA) |
| 17 augusti 16:45 | Pts: Rakočević 19 Rebs: Tomašević 12 Asts: Tomašević 5 |                        | Pts: Bulleri 15 Rebs: Chiacig, Radulović 5 var Asts: Bulleri, Pozzecco 2 var |         |  | Helliniko Indoor Arena, Aten Publik: 12 500 Domare: José Ronfini (Mexiko) Sean Corbin(USA) |

| 19 augusti 9:00 |                                                     | Serbien och Montenegro | 87–90                                       | Nya Zeeland |  | Helliniko Indoor Arena, Aten Publik: 4 200 Domare: Jorge Vazquez (Puerto Rico) Philippe Leemann (Schweiz) |
| 19 augusti 9:00 | Resultat efter kvart: 20–22, 24–17, 22–16, 21–35    |                        |                                             |             |  | Helliniko Indoor Arena, Aten Publik: 4 200 Domare: Jorge Vazquez (Puerto Rico) Philippe Leemann (Schweiz) |
| 19 augusti 9:00 | Pts: Bodiroga 25 Rebs: Bodiroga 6 Asts: Rakočević 2 |                        | Pts: Penney 15 Rebs: Marks 5 Asts: Dickel 6 |             |  | Helliniko Indoor Arena, Aten Publik: 4 200 Domare: Jorge Vazquez (Puerto Rico) Philippe Leemann (Schweiz) |

| 21 augusti 11:15 |                                                               | Spanien | 76–68                                                | Serbien och Montenegro |  | Helliniko Indoor Arena, Aten Publik: 10 350 Domare: Renato Santos (Brasilien) José Monfini (Mexiko) |
| 21 augusti 11:15 | Resultat efter kvart: 18–14, 13–17, 20–21, 25–16              |         |                                                      |                        |  | Helliniko Indoor Arena, Aten Publik: 10 350 Domare: Renato Santos (Brasilien) José Monfini (Mexiko) |
| 21 augusti 11:15 | Pts: Calderón 15 Rebs: Reyes 6 Asts: Garbajosa, Navarro 3 var |         | Pts: Bodiroga 14 Rebs: Tomašević 9 Asts: Rakočević 3 |                        |  | Helliniko Indoor Arena, Aten Publik: 10 350 Domare: Renato Santos (Brasilien) José Monfini (Mexiko) |

| 23 augusti 16:45 |                                                       | Serbien och Montenegro | 66–67                                              | Kina |  | Helliniko Indoor Arena, Aten Publik: 11 150 Domare: Christos Christodoulou (Grekland) Michael Aylen (Australien) |
| 23 augusti 16:45 | Resultat efter kvart: 21–16, 13–15, 20–20, 12–16      |                        |                                                    |      |  | Helliniko Indoor Arena, Aten Publik: 11 150 Domare: Christos Christodoulou (Grekland) Michael Aylen (Australien) |
| 23 augusti 16:45 | Pts: Drobnjak 17 Rebs: Tomašević 11 Asts: Tomašević 4 |                        | Pts: Yao Ming 27 Rebs: Yao Ming 13 Asts: Liu Wei 3 |      |  | Helliniko Indoor Arena, Aten Publik: 11 150 Domare: Christos Christodoulou (Grekland) Michael Aylen (Australien) |

## Bordtennis
Herrsingel
- Slobodan Grujić
  - Omgång 1: Bye
  - Omgång 2: Förlorade mot Song Liu från Argentina (7 - 11, 11 - 7, 10 - 12, 5 - 11, 4 - 11)

- Aleksandar Karakašević
  - Omgång 1: Besegrade Khalid Al-Harbi från Saudiarabien (11 - 9, 11 - 3, 11 - 3, 11 - 5)
  - Omgång 2: Besegrade Johnny Huang från Kanada (7 - 11, 11 - 8, 11 - 5, 9 - 11, 11 - 9, 11 - 9)
  - Omgång 3: Förlorade mot (16) Jan-Ove Waldner från Sverige (11 - 13, 9 - 11, 11 - 5, 6 - 11, 12 - 10, 9 - 11)

Herrdubbel
- (7) Slobodan Grujić och Aleksandar Karakašević
  - Omgång 1: Bye
  - Omgång 2: Bye
  - Omgång 3: Besegrade Akira Kito och Toshio Tasaki från Japan (11 - 9, 9 - 11, 11 - 9, 12 - 10, 12 - 10)
  - Quarterfinal: Förlorade mot (3) Ko Lai Chak och Li Ching från Hongkong (11 - 6, 10 - 12, 11 - 6, 13 - 11, 11 - 9)

Damsingel
- Silvija Erdelji
  - Omgång 1: Besegrade Nesrine Ben Kahia från Tunisien (11 - 3, 11 - 1, 11 - 3, 11 - 7)
  - Omgång 2: Förlorade mot Jing Jun Hong från Singapore (3 - 11, 8 - 11, 12 - 10, 4 - 11, 11 - 4, 6 - 11)

## Brottning
Grekisk-romersk
Grekisk-romersk stil, herrar 60 kg
- Davor Štefanek
  - Pool 4
    - Förlorade mot Sidney Guzmán från Peru (1 - 3)
    - Förlorade mot Makoto Sasamoto från Japan (1 - 3)

- - 3:a poolen, gick inte vidare (2 TP, 2 CP, 18:a totalt)

## Cykling

### Landsväg
Herrar
| Idrottare   | Gren                | Tid             | Placering       |
| ----------- | ------------------- | --------------- | --------------- |
| Ivan Stević | Herrarnas linjelopp | Fullföljde inte | Fullföljde inte |

## Fotboll
Herrar
| Nr          | Namn               | Födelsedatum | Ålder     | Matcher   | Mål       | 10px      | 10px      | 10px      |
| Målvakter   | Målvakter          | Målvakter    | Målvakter | Målvakter | Målvakter | Målvakter | Målvakter | Målvakter |
| ----------- | ------------------ | ------------ | --------- | --------- | --------- | --------- | --------- | --------- |
| 1           | Nikola Milojević   | 16.04.1981   | 23        | 3         | 0         | 0         | 0         | 0         |
| 18          | Aleksandar Canović | 18.02.1983   | 21        | 0         | 0         | 0         | 0         | 0         |
| Försvarare  |                    |              |           |           |           |           |           |           |
| 5           | Djordje Jokić      | 20.01.1981   | 23        | 3         | 0         | 1         | 0         | 0         |
| 3           | Bojan Neziri       | 26.02.1982   | 22        | 3         | 0         | 0         | 0         | 0         |
| 6           | Marko Baša         | 29.12.1982   | 21        | 2         | 0         | 0         | 0         | 0         |
| 4           | Milan Stepanov     | 02.04.1983   | 21        | 2         | 0         | 1         | 0         | 0         |
| 2           | Milan Biševać      | 31.08.1983   | 20        | 2         | 0         | 1         | 0         | 0         |
| 13          | Marko Lomić        | 13.09.1983   | 20        | 0         | 0         | 0         | 0         | 0         |
| 14          | Branko Lazarević   | 14.05.1984   | 20        | 3         | 0         | 0         | 0         | 0         |
| Mittfältare |                    |              |           |           |           |           |           |           |
| 11          | Igor Matić         | 22.06.1981   | 23        | 2         | 0         | 2         | 0         | 0         |
| 8           | Goran Lovre        | 23.03.1982   | 22        | 2         | 0         | 0         | 0         | 0         |
| 12          | Branimir Petrović  | 26.06.1982   | 22        | 2         | 0         | 0         | 0         | 0         |
| 15          | Miloš Krasić       | 01.11.1984   | 18        | 3         | 1         | 0         | 0         | 0         |
| 7           | Dejan Milovanović  | 21.01.1984   | 20        | 1         | 0         | 0         | 0         | 0         |
| 10          | Simon Vukčević     | 29.01.1986   | 18        | 3         | 1         | 0         | 0         | 0         |
| Anfallare   |                    |              |           |           |           |           |           |           |
| 9           | Andrija Delibašić  | 24.04.1981   | 23        | 3         | 0         | 1         | 0         | 0         |
| 17          | Srdan Radonjić     | 08.05.1981   | 23        | 2         | 1         | 0         | 0         | 0         |
| 16          | Nikola Nikezić     | 13.06.1981   | 23        | 2         | 0         | 0         | 0         | 0         |
| Coach       |                    |              |           |           |           |           |           |           |
|             | Vladimir Petrović  | 01.06.1955   | 49        |           |           |           |           |           |

Gruppspel
| Lag                    | Pld | W | D | L | GF | GA | GD  | Pts |
| ---------------------- | --- | - | - | - | -- | -- | --- | --- |
| Argentina              | 3   | 3 | 0 | 0 | 9  | 0  | +9  | 9   |
| Australien             | 3   | 1 | 1 | 1 | 6  | 3  | +3  | 4   |
| Tunisien               | 3   | 1 | 1 | 1 | 4  | 5  | −1  | 4   |
| Serbien och Montenegro | 3   | 0 | 0 | 3 | 3  | 14 | −11 | 0   |

|       | 11 augusti 2004 | Argentina | 6 – 0   | Serbien och Montenegro | Pampeloponnisiako Stadium, Patras                |                                                  |
| 20:30 | 20:30           |           | Rapport |                        | Publik: 14 675 Domare: Carlos Batres (Guatemala) | Publik: 14 675 Domare: Carlos Batres (Guatemala) |
| 20:30 | 20:30           |           |         |                        | Publik: 14 675 Domare: Carlos Batres (Guatemala) | Publik: 14 675 Domare: Carlos Batres (Guatemala) |
| 20:30 | 20:30           |           |         |                        | Publik: 14 675 Domare: Carlos Batres (Guatemala) | Publik: 14 675 Domare: Carlos Batres (Guatemala) |

|       | 14 augusti 2004 | Serbien och Montenegro | 1 – 5   | Australien | Pankritio Stadium, Heraklion                            |                                                         |
| 20:30 | 20:30           |                        | Rapport |            | Publik: 8 857 Domare: Subkhiddin Mohd Salleh (Malaysia) | Publik: 8 857 Domare: Subkhiddin Mohd Salleh (Malaysia) |
| 20:30 | 20:30           |                        |         |            | Publik: 8 857 Domare: Subkhiddin Mohd Salleh (Malaysia) | Publik: 8 857 Domare: Subkhiddin Mohd Salleh (Malaysia) |
| 20:30 | 20:30           |                        |         |            | Publik: 8 857 Domare: Subkhiddin Mohd Salleh (Malaysia) | Publik: 8 857 Domare: Subkhiddin Mohd Salleh (Malaysia) |

|       | 17 augusti 2004 | Serbien och Montenegro | 2 – 3   | Tunisien | Pampeloponnisiako Stadium, Patras                |                                                  |
| 20:30 | 20:30           |                        | Rapport |          | Publik: 5 512 Domare: Charles Ariiotima (Tahiti) | Publik: 5 512 Domare: Charles Ariiotima (Tahiti) |
| 20:30 | 20:30           |                        |         |          | Publik: 5 512 Domare: Charles Ariiotima (Tahiti) | Publik: 5 512 Domare: Charles Ariiotima (Tahiti) |
| 20:30 | 20:30           |                        |         |          | Publik: 5 512 Domare: Charles Ariiotima (Tahiti) | Publik: 5 512 Domare: Charles Ariiotima (Tahiti) |

## Friidrott
Herrar
| Idrottare          | Gren              | Kval     | Kval      | Final            | Final            |
| Idrottare          | Gren              | Resultat | Placering | Resultat         | Placering        |
| ------------------ | ----------------- | -------- | --------- | ---------------- | ---------------- |
| Predrag Filipović  | 20 kilometer gång |          |           | 1:31:35          | 39:a             |
| Aleksandar Raković | 50 kilometer gång |          |           | 4:02:06          | 23:a             |
| Dragan Perić       | Kulstötning       | 18.91    | 32:a      | Gick inte vidare | Gick inte vidare |
| Nenad Lončar       | 110 meter häck    | 14.02    | 46:a      | Gick inte vidare | Gick inte vidare |
| Dragutin Topić     | Höjdhopp          | 2.28     | Q 9       | 2.29             | 10:a             |

Damer
| Idrottare         | Gren           | Kval     | Kval      | Final            | Final            |
| Idrottare         | Gren           | Resultat | Placering | Resultat         | Placering        |
| ----------------- | -------------- | -------- | --------- | ---------------- | ---------------- |
| Olivera Jevtić    | Maraton        |          |           | 2:31:15          | 6t:a             |
| Dragana Tomašević | Diskuskastning | 54.44    | 38th      | Gick inte vidare | Gick inte vidare |

## Judo
Herrarnas halv lättvikt (-66 kg)
- Miloš Mijalković
  - Sextondelsfinal: Besegrade Murat Kalikulov från Uzbekistan (Obitori-gaeshi; waza-ari)
  - Åttondelsfinal: Förlorade mot Muratbek Kipshakbayev från Kazakstan (Morote-gari; koku)

## Kanotsport
Sprint
| Kanotist                      | Gren                 | Heat     | Heat      | Semifinal | Semifinal | Final            | Final            |
| Kanotist                      | Gren                 | Tid      | Placering | Tid       | Placering | Tid              | Placering        |
| ----------------------------- | -------------------- | -------- | --------- | --------- | --------- | ---------------- | ---------------- |
| Ognjen Filipović Dragan Zorić | Herrarnas K-2 500 m  | 1:31.985 | 3         | 1:32.150  | 4         | Gick inte vidare | Gick inte vidare |
| Ognjen Filipović Dragan Zorić | Herrarnas K-2 1000 m | 3:19.299 | 6         | 3:58.793  | 8         | Gick inte vidare | Gick inte vidare |

## Rodd
Herrar
| Idrottare                                                   | Gren                        | Heat    | Heat      | Återkval | Återkval  | Semifinal | Semifinal | Final   | Final     | Final |
| Idrottare                                                   | Gren                        | Tid     | Placering | Tid      | Placering | Tid       | Placering | Tid     | Placering |       |
| ----------------------------------------------------------- | --------------------------- | ------- | --------- | -------- | --------- | --------- | --------- | ------- | --------- | ----- |
| Mladen Stegić Nikola Stojić                                 | Tvåa utan styrman           | 6:58,11 | 2 SA/B    | BYE      | BYE       | 6:27,50   | 2 FA      | 6:39,74 | 5         |       |
| Nenad Babović Goran Nedeljković Miloš Tomić Veljko Urošević | Lättvikts-fyra utan styrman | 5:56,12 | 4 R       | 5:54,27  | 2 SA/B    | 6:00,07   | 5 FB      | 6:19,00 | 7         |       |

## Tennis
| Spelare         | Gren      | Omgång 1                 | Omgång 2          | Åttondelsfinaler  | Kvartsfinaler     | Semifinaler       | Final / BM        | Final / BM       |
| Spelare         | Gren      | Motståndare Poäng        | Motståndare Poäng | Motståndare Poäng | Motståndare Poäng | Motståndare Poäng | Motståndare Poäng | Placering        |
| --------------- | --------- | ------------------------ | ----------------- | ----------------- | ----------------- | ----------------- | ----------------- | ---------------- |
| Jelena Janković | Damsingel | Zuluaga (COL) L 4–6, 1–6 | Gick inte vidare  | Gick inte vidare  | Gick inte vidare  | Gick inte vidare  | Gick inte vidare  | Gick inte vidare |